# ハモサビーチ (カリフォルニア州)
ハモサビーチ（Hermosa Beach）は、アメリカ合衆国カリフォルニア州のロサンゼルス郡にある都市。人口は1万9728人（2020年）。マンハッタンビーチとレドンドビーチの間にある。

## 芸術と文化
- フィエスタハモサ
- ハモサ アイアンマン - マラソン
- ハモサビーチフィルムフェスティバル

## 教育
- ハモサビュー小学校
- ハモサビスタ小学校
- ハモサバレー中学校
- ミラコスタ高校
- レドンドユニオン高校